# Mikhaïl Vodopianov
Pour les articles homonymes, voir Vodopianov.
Mikhaïl Vassilievitch Vodopianov (en russe : Михаил Васильевич Водопьянов) est un aviateur soviétique, né le 18 novembre 1899 et décédé le 11 août 1980. Il fut l'un des premiers Héros de l'Union soviétique ainsi qu'un major général de l'Armée de l'air soviétique.

## Biographie
Vodopianov naquit le 18 novembre (vieux style : 6 novembre 1899) dans le village de Stoudionka (maintenant à la limite de la ville de Lipetsk). Il s'engagea dans l'Armée rouge en 1919 et participa à la guerre civile russe. Il fut d'abord chauffeur dans une unité aérienne, puis mécanicien et apprit à piloter. À partir de 1928, il travailla comme pilote pour l'aviation commerciale de l'État sur les vols à longue distance. Il fut ainsi, entre autres, le premier à voler jusqu'à l'île Sakhaline. Il travailla aussi, à partir de 1931, pour le journal Pravda, en transportant les matrices par voie aérienne de Moscou vers d'autres villes.
En 1934, il prit part à une opération de sauvetage, dans l'Arctique, de l'équipage d'un brise-glace qui avait coulé, le Tcheliouskine, sur la banquise de la mer des Tchouktches. Vodopianov fut récompensé pour son exploit par le titre de Héros de l'Union soviétique  le 20 avril 1934, devenant ainsi l'un des sept premiers récipiendaires du titre (il reçut la médaille no 6). Il commanda ensuite une expédition de quatre avions Tupolev TB-3, dont l'un piloté par Mikhaïl Babouchkine, qui furent les premiers à atterrir au Pôle Nord, le 21 mai 1937, en transportant des équipements et le personnel d'une station arctique.
Pendant la Seconde Guerre mondiale, il commanda à partir de juillet 1941 une division de bombardiers à long rayon d'action, la 81e Division aérienne pour des objectifs spéciaux. Il commanda le premier raid aérien soviétique sur Berlin les 10-11 août 1941. Pendant le vol de retour, son bombardier lourd Petliakov Pe-8 fut abattu par la défense anti-aérienne et l'appareil s'écrasa en Estonie, dans le no man's land entre les lignes allemandes et soviétiques, qu'il parvint à regagner avec son équipage. En raison des lourdes pertes subies au cours de ce raid — dues principalement aux défaillances des avions et à une préparation trop rapide en raison des ordres de Staline —, Vodopianov fut démis de son commandement, mais continua à servir comme pilote de bombardier. En 1943, il fut promu au grade de major général.
Après la guerre, en 1946, Mikhaïl Vodopianov fut renvoyé à la vie civile et il se tourna vers l'écriture. Il reçut quatre fois l'ordre de Lénine, ainsi que quatre fois l'ordre du Drapeau rouge et l'ordre de la Guerre patriotique de première classe.
De nombreux enfants ont grandi avec son livre Le pilote polaire, qui décrit son itinéraire vers l'aviation, les aventures ultérieures de son avion dans l'Espagne révolutionnaire, le sauvetage du Tcheliouskine et son engagement dans la Seconde Guerre mondiale.

## Distinctions
- Héros de l'Union soviétique le 20 avril 1934 (médaille no 6)

## Publication
- Mikhaïl Vodopianov, Les Amis du ciel, éditions de Moscou, 1972.